# إدي غريفيثز
إدي غريفيثز (بالإنجليزية: Eddie Griffiths)‏ هو لاعب دوري الرغبي أسترالي، ولد في 1891، وتوفي في 1980.